# Kazimierz Tyszka
Kazimierz Tyszka (Kalisz, Polônia, 1872 — Londres, 1952) foi um engenheiro, ex-ministro dos Transportes da Polônia, entre os anos 1923 e 1925.